# Vapors (singolo)
Vapors è un brano musicale rap di Snoop Doggy Dogg, secondo singolo estratto dal secondo album di Dogg Tha Doggfather.
La canzone è la cover di una canzone omonima di Biz Markie.

## Tracce
1. Vapors (Album Version)
2. Vapors (Live Version)
3. Snoops Upside Ya Head (Remix)
4. Vapors (Album Instrumental)

## Video musicale
Il video della canzone, diretto da G. Thomas mostra Snoop che si trasforma in varie "versioni" di sé stesso.